# Core (San Diego)
Pour les articles homonymes, voir Core.
 (mars 2023).
Si vous disposez d'ouvrages ou d'articles de référence ou si vous connaissez des sites web de qualité traitant du thème abordé ici, merci de compléter l'article en donnant les références utiles à sa vérifiabilité et en les liant à la section « Notes et références ».
Core est un quartier du centre-ville de San Diego, en Californie.